# 9148 Boriszaitsev
A 9148 Boriszaitsev (ideiglenes jelöléssel 1977 EL1) a Naprendszer kisbolygóövében található aszteroida. Nyikolaj Sztyepanovics Csernih fedezte fel 1977. március 13-án.